# 梅水乡
梅水乡，是中华人民共和国江西省赣州市上犹县下辖的一个乡镇级行政单位。

## 行政区划
梅水乡下辖以下地区：
梅水村、洋田村、水陂村、竹山村、水径村、新建村、园村、窑下村、上坪村和联群村。